# Saison 2008 de l'équipe cycliste Crédit agricole
La saison 2008 est la onzième et dernière année d'activité de l'équipe cycliste Crédit agricole. Avec 31 victoires et une sixième place au classement par équipes de l'UCI ProTour, cette formation effectue une de ses meilleures saisons. Le sprinteur norvégien Thor Hushovd a remporté six courses dont une étape du Tour de France. Simon Gerrans a également apporté un succès lors de cette épreuve et Sébastien Hinault a gagné une étape du Tour d'Espagne au sprint. Le jeune Pierre Rolland a été la révélation de l'équipe durant cette saison, terminant treizième de Paris-Nice et meilleur grimpeur du Critérium du Dauphiné libéré à 21 ans. Malgré ces bons résultats, Roger Legeay n'est pas parvenu à trouver un partenaire pour remplacer le Crédit agricole, qui met fin à son sponsoring. L'équipe disparaît donc après avoir disputé sa dernière course lors de Paris-Tours.

## Effectif

### Coureurs
| Coureur             | Date de naissance | Nationalité | Équipe 2007      | Équipe 2009               |
| ------------------- | ----------------- | ----------- | ---------------- | ------------------------- |
| Éric Berthou        | 23.01.1980        | France      | Caisse d'Épargne | Carmiooro-A-Style         |
| László Bodrogi      | 11.12.1976        | France      |                  | Katyusha                  |
| William Bonnet      | 25.06.1982        | France      |                  | Bouygues Telecom          |
| Alexandre Botcharov | 26.02.1975        | Russie      |                  | Katyusha                  |
| Pietro Caucchioli   | 28.08.1975        | Italie      |                  | Lampre-Fondital           |
| Jimmy Engoulvent    | 07.12.1979        | France      |                  | Besson Chaussures-Sojasun |
| Dmitriy Fofonov     | 15.08.1976        | Kazakhstan  |                  |                           |
| Angelo Furlan       | 21.06.1977        | Italie      |                  | Lampre                    |
| Simon Gerrans       | 16.05.1980        | Australie   | AG2R Prévoyance  | Cervélo Test Team         |
| Patrice Halgand     | 02.03.1974        | France      |                  | fin de carrière           |
| Sébastien Hinault   | 11.02.1974        | France      |                  | AG2R La Mondiale          |
| Jonathan Hivert     | 23.03.1985        | France      |                  | Skil-Shimano              |
| Jeremy Hunt         | 12.03.1974        | Royaume-Uni | Unibet.com       | Cervélo Test Team         |
| Thor Hushovd        | 18.01.1978        | Norvège     |                  | Cervélo Test Team         |
| Christophe Kern     | 18.01.1981        | France      |                  | Cofidis                   |
| Ignatas Konovalovas | 08.12.1985        | Lituanie    | Néoprofessionnel | Cervélo Test Team         |
| Christophe Le Mével | 11.09.1980        | France      |                  | La Française des jeux     |
| Cyril Lemoine       | 03.03.1983        | France      |                  | Skil-Shimano              |
| Jean-Marc Marino    | 15.08.1983        | France      |                  | Besson Chaussures-Sojasun |
| Maxime Méderel      | 19.09.1980        | France      | Auber 93         | Auber 93                  |
| Rémi Pauriol        | 04.04.1982        | France      |                  | Cofidis                   |
| Gabriel Rasch       | 08.04.1976        | Norvège     | Maxbo Bianchi    | Cervélo Test Team         |
| Mark Renshaw        | 22.10.1982        | Australie   |                  | Columbia                  |
| Nicolas Roche       | 03.07.1984        | Irlande     |                  | AG2R La Mondiale          |
| Pierre Rolland      | 10.10.1986        | France      |                  | Bouygues Telecom          |
| Julien Simon        | 04.10.1985        | France      | Néoprofessionnel | Besson Chaussures-Sojasun |
| Yannick Talabardon  | 06.07.1981        | France      |                  | Besson Chaussures-Sojasun |

## Bilan de la saison

### Victoires
Victoires sur le ProTour
| Date       | Course                                   | Pays      | Classe | Vainqueur       |
| ---------- | ---------------------------------------- | --------- | ------ | --------------- |
| 22/01/2008 | 1re étape du Tour Down Under             | Australie | PT     | Mark Renshaw    |
| 19/05/2008 | Prologue du Tour de Catalogne            | Espagne   | PT     | Thor Hushovd    |
| 20/05/2008 | 1re étape du Tour de Catalogne           | Espagne   | PT     | Thor Hushovd    |
| 15/06/2008 | 7e étape du Critérium du Dauphiné libéré | France    | PT     | Dmitriy Fofonov |
| 16/09/2008 | 3e étape du Tour de Pologne              | Pologne   | PT     | Angelo Furlan   |

Victoires sur les Circuits Continentaux
| Date       | Course                                                | Pays             | Classe | Vainqueur           |
| ---------- | ----------------------------------------------------- | ---------------- | ------ | ------------------- |
| 09/02/2008 | 4e étape de l'Étoile de Bessèges                      | France           |        | Angelo Furlan       |
| 10/02/2008 | 2e étape du Tour de Langkawi                          | Malaisie         |        | Jeremy Hunt         |
| 13/02/2008 | 1re étape du Tour méditerranéen                       | France           |        | Thor Hushovd        |
| 15/02/2008 | 3e étape du Tour méditerranéen                        | France           |        | Alexandre Botcharov |
| 17/02/2008 | Classement général du Tour méditerranéen              | France           |        | Alexandre Botcharov |
| 09/03/2008 | Prologue de Paris-Nice                                | France           |        | Thor Hushovd        |
| 10/03/2008 | 4e étape du Tour ivoirien de la Paix                  | Côte d'Ivoire    |        | Jimmy Engoulvent    |
| 14/03/2008 | 2e étape du Tour du district de Santarém              | Portugal         |        | Angelo Furlan       |
| 30/03/2008 | 2e étape du Critérium international                   | France           |        | Simon Gerrans       |
| 11/05/2008 | 6e étape des Quatre Jours de Dunkerque                | France           |        | Thor Hushovd        |
| 15/05/2008 | 1re étape du GP Internacional Paredes Rota dos Móveis | Portugal         |        | Nicolas Roche       |
| 21/05/2008 | 1re étape du Circuit de Lorraine                      | France           |        | Jonathan Hivert     |
| 06/06/2008 | 2e étape du Tour de Luxembourg                        | Luxembourg       |        | Ignatas Konovalovas |
| 19/06/2008 | 1re étape de la Route du Sud                          | France           |        | Simon Gerrans       |
| 06/07/2008 | 2e étape du Tour de France                            | France           |        | Thor Hushovd        |
| 20/07/2008 | 15e étape du Tour de France                           | France           |        | Simon Gerrans       |
| 30/07/2008 | 5e étape du Tour de Wallonie                          | Belgique         |        | Patrice Halgand     |
| 19/08/2008 | 1re étape du Tour du Limousin                         | France           |        | Nicolas Roche       |
| 21/08/2008 | 3e étape du Tour du Limousin                          | France           |        | Sébastien Hinault   |
| 22/08/2008 | Classement général du Tour du Limousin                | France           |        | Sébastien Hinault   |
| 09/09/2008 | 10e étape du Tour d'Espagne                           | Espagne          |        | Sébastien Hinault   |
| 19/09/2008 | Grand Prix de la Somme                                | France           |        | William Bonnet      |
| 21/09/2008 | Grand Prix d'Isbergues                                | France           |        | William Bonnet      |
| 03/10/2008 | 2e étape du Circuit franco-belge                      | France/ Belgique |        | Mark Renshaw        |

Championnats nationaux
| Date       | Course                                      | Pays     | Classe | Vainqueur           |
| ---------- | ------------------------------------------- | -------- | ------ | ------------------- |
| 26/06/2008 | Championnat de Hongrie du contre-la-montre  | Hongrie  | CN     | László Bodrogi      |
| 27/06/2008 | Championnat de Lituanie du contre-la-montre | Lituanie | CN     | Ignatas Konovalovas |